# Jaber Al-Mubarak Al-Hamad Al-Sabah Stadium
El Estadio Jaber Al-Mubarak Al-Hamad Al-Sabah es un estadio de fútbol ubicado en el distrito de Sulaibikhat, en la parte occidental del área metropolitana de la ciudad de Kuwait. El recinto fue construido entre 2021 y 2024 y es la sede del club Sulaibikhat SC.
El estadio se levantó en el lugar del antiguo y modesto Estadio Sulaibikhat. El proyecto de la nueva arena se presentó en 2019 y, en 2020, las autoridades aprobaron su construcción. Las obras comenzaron en 2021 y la inauguración oficial del nuevo estadio tuvo lugar el 11 de diciembre de 2024.
El nuevo estadio en el distrito de Sulaibikhat es el primer estadio moderno y exclusivamente futbolístico de Kuwait. El recinto tiene una capacidad para 15 000 espectadores y su elemento más característico es su fachada decorativa plateada.
El estadio lleva el nombre de Jaber Al-Mubarak Al-Hamad Al-Sabah, primer ministro de Kuwait entre 2011 y 2019, quien falleció pocos meses antes de la inauguración del recinto.
En el estadio se disputaron seis partidos de la fase de grupos y una semifinal de la Copa de Naciones del Golfo, que se celebró entre finales de 2024 y comienzos de 2025.